# 巴特阿罗尔森
巴特阿罗尔森（德語：Bad Arolsen，發音：[baːt ˈʔaːʁɔlzn̩] ⓘ；1997年之前名为阿罗尔森 (Arolsen)）是德国黑森州卡塞尔行政区瓦尔代克-弗兰肯贝格县的城市，面积126.47平方千米，2023年12月31日人口为15,984人。

## 景点
- 阿罗尔森王宫
- 特维斯特湖